# Distretto di Paroon
Il distretto di Paroon è un distretto dell'Afghanistan appartenente alla provincia del Nurestan.